# Акула-нянька короткохвоста
Акула-нянька короткохвоста (Pseudoginglymostoma brevicaudatum) — єдиний вид роду Pseudoginglymostoma родини акули-няньки.

## Опис
Загальна довжина досягає 75 см. Голова широка, дещо сплощена. Морда округла. Очі відносно маленькі. За ними присутні великі бризкальця. Є виражені носові канавки. Під ніздрями розташовано 2 коротких і товстих вусика. Рот широкий, дугоподібний. Нижня губи не має чіткого поділу на 3 частину як в інших видів акул-няньок. На кожній щелепі по 22-27 рядків зубів, з яких робочими є 3-4. Зуби дрібні, широкі, з високою центральною верхівкою та 1-2 маленькими боковими. Спіральний клапан шлунка становить 15 витків. У неї 5 пар зябрових щілин. Тулуб стрункий, циліндричний. Осьовий скелет складається з 135—143 хребців. Плавці розвинені, параболічної форми, із закругленими кінчиками. Грудні плавці великі. Має 2 спинних плавця майже однакового розміру. Передній спинний плавець розташовано навпроти черевних плавців, задній — ближче до хвостового плавця. Анальний плавець великий, майже дорівнює спинним плавцям. Хвостовий плавець коротшій за такі ж плавці інших акул-няньок.
Забарвлення спини і боків темно-коричневе. Черево має білуватий колір.

## Спосіб життя
Тримається на континентальному шельфі та прибережній зоні островів. Повільна акула. Активна переважно вночі. Тривалий час (до декілька годин) здатна жити без води. Полює біля дна, є бентофагом. Живиться молюсками, ракоподібними, голкошкірими, морськими зміями, морськими черв'яками, невеличкою рибою.
Це яйцеживородна акула.
Тривалість життя становить 30 років.
Є об'єктом промислового вилову, цінується м'ясо та плавці.

## Розповсюдження
Мешкає біля узбережжя Мадагаскару, Танзанії і Кенії. Окремі особини траплялися біля острова Маврикій та Сейшельських островів.